# La Fontaine sacrée ou la Vengeance de Boudha
La Fontaine sacrée ou la Vengeance de Boudha er en fransk stumfilm fra 1901 af Georges Méliès.